# Völser Weiher
Der Völser Weiher (italienisch Lago di Fiè) ist ein See im Schlerngebiet in Südtirol (Italien).

## Lage
Der Weiher befindet sich auf 1056 m Höhe in einem der Westwand des Schlerns vorgelagerten Wald. Die nächstgelegenen Ortschaften sind im Südwesten der Hauptort der Gemeinde Völs am Schlern und im Nordwesten die Völser Fraktion St. Konstantin. Genau östlich und etwas höher am Hang liegt der etwa gleich große Huberweiher, etwas tiefer im Nordwesten befindet sich der kleinere Gfliererweiher. Der See ist durch mehrere Wanderwege aus verschiedenen Richtungen sowie eine Straße, die wenige Meter südwestlich vom See endet, erschlossen. Er ist Teil des Naturparks Schlern-Rosengarten.

## Topographie
Der Weiher ist ungefähr 1,7 ha groß und hat ein Einzugsgebiet von nur 0,136 km². Mit einer maximalen Tiefe von 4 m fasst er ein Gesamtvolumen von geschätzt 20.000 m³. Röhricht teilt den See in zwei Hälften, von denen die südlichere als geschütztes Biotop ausgewiesen ist.
Entwässert wird der See durch den St.-Konstantin-Bach Richtung Norden.

## Ökologie
Der Weiher wird als mesotroph eingestuft und gilt aufgrund seiner geringen Tiefe und des kleinen Wasservolumens als von Eutrophierung bedroht. Als Schutzmaßnahme wurde 1978 ein künstlicher Zufluss gebaut, der für einen erhöhten Wasseraustausch sorgt. In den 1980er Jahren erfolgten eine Reduzierung des Schilfgürtels sowie Sedimententnahmen, die den Verlandungsprozess aufhalten sollen.
Analysen der Wasserqualität in Hinblick auf eine Eignung als Badesee erbrachten sehr gute Ergebnisse.

## Menschliche Nutzung
Vermutlich wurde der Völser Weiher, wie auch der nahe Gfliererweiher, von den Herren von Völs-Colonna, die auf Schloss Prösels residierten, als Fischteich angelegt.
Inzwischen ist das Fischen verboten und der Weiher dient als Naherholungsgebiet für Badegäste und Wanderer.
Der Weiher ist trotz seiner 1056 m ü. M. im Sommer über 20 ° warm.

## Literarische Erwähnungen
Der 3. Akt von Arthur Schnitzlers Das weite Land spielt am Völser Weiher und in dem an ihm liegenden Hotel (Waldsee; im Stück ein Grand Hotel). Im 4. Akt wird dann der Völser Weiher einerseits als Ortsangabe, andererseits als Liebesmetapher von der weiblichen Hauptfigur, Genia Hofreiter, verwendet.